# Pittsburgh Steelers
Pittsburgh Steelers, är ett professionellt amerikanskt fotbollslag från Pittsburgh, Pennsylvania, USA. Steelers spelar i National Football League (NFL) som medlemmar i American Football Conference (AFC) north division. Sedan 2001 har laget spelat sina hemmamatcher på Acrisure Stadium som har en kapacitet på 68 400 åskådare. Steelers grundades 1933 vilket gör laget till det sjunde äldsta i NFL, men det äldsta i sin konferens. 
Laget ägs av familjen Rooney som har varit ägare sedan laget köptes 1933 av Art Rooney.
Pittsburgh har bara haft 3 tränare sedan 1969. Chuck Noll var tränare under Steelers glansdagar på 1970-talet, då de tog fyra av sina sex Super Bowl titlar. 1992 skrev Bill Cowher på som näste tränare, och redan under säsongen 95-96 tog han Steelers till Super Bowl, där de dock förlorade mot Dallas Cowboys med 27-17. 2005 fick äntligen Cowher vinna Super Bowl efter att gått till slutspel otaliga gånger men inte lyckats ta sig hela vägen. Efter säsongen 2006 tackade Cowher för sig och Steelers anställde Mike Tomlin. Redan andra säsongen med Tomlin vann Steelers sitt sjätte Super Bowl med en dramatisk seger över Arizona Cardinals 27-23. Pittsburgh Steelers är det enda laget, tillsammans med New England Patriots, som vunnit Super Bowl sex gånger.

## Grundat
1933

## Tidigare namn
Laget hette ursprungligen Pittsburgh Pirates, (1933-39). Steelers problem med att få ihop tillräckligt med spelare under andra världskriget, gjorde att man säsongen 1943 slog ihop laget med Philadelphia Eagles, som även de hade spelarbrist och spelade under namnet Philadelphia-Pittsburgh "Steagles". Året därpå kallades laget Card-Pitt, när laget slogs ihop med likaledes spelarfattiga Chicago Cardinals under säsongen 1944.

## Hemmaarena
Heinz Field  med en kapacitet av 64 450 åskådare invigd 2001. Den är belagd med ca 8 300 m² naturligt gräs. Steelers matcher har varit utsålda sedan 1972, då man spelade på Three Rivers Stadium.

## Tävlingsdräkt
- Hemma: Svart tröja med gula ärmar och vit text, gula byxor med svarta revärer
- Borta: Vit tröja med gula ärmar och svart text, gula byxor med svarta revärer
- Hjälm: Svart med gul, röd och blå fyruddiga stjärnor (egentligen hypocykloider) i vit cirkel på höger sida

## Mästerskapsvinster
6 – (1974 1975 1978 1979 2006 2009)

## Super Bowl
- Nummer IX 1975 med vinst mot Minnesota Vikings
- Nummer X 1976 med vinst mot Dallas Cowboys
- Nummer XIII 1979 med vinst mot Dallas Cowboys
- Nummer XIV 1980 med vinst mot Los Angeles Rams
- Nummer XXX 1996 med förlust mot Dallas Cowboys
- Nummer XL 2006 vinst mot Seattle Seahawks
- Nummer XLIII 2009 vinst mot Arizona Cardinals
- Nummer XLV 2011 förlust mot Green Bay Packers

## Kända namn
- Mel Blount
- Terry Bradshaw
- Jack Ham
- Franco Harris
- John Henry Johnson
- Rod Woodson
- Ben Roethlisberger
- Antonio Brown
- Troy Polamalu
- James Harrison